# Хорошкевич, Анна Леонидовна
А́нна Леони́довна Хорошке́вич (28 марта 1931, Москва — 1 мая 2017, там же) — советский и российский историк, специалист по средневековой Руси. Доктор исторических наук. Лауреат Макариевской премии (2005).

## Биография
Родилась в семье художника Л. Н. Хорошкевича (сына архитектора Н. П. Хорошкевича, из малороссийской дворянской фамилии) и А. В. Чёрной, заслуженного врача РСФСР. В 1954 году окончила исторический факультет МГУ, дипломная работа «Ремесло и торговля Пскова XVI в.» (руководитель акад. М. Н. Тихомиров).
В 1958 году в Институте истории АН СССР защитила диссертацию на соискание учёной степени кандидата исторических наук по теме «Торговля Великого Новгорода с Прибалтикой и Ганзой в XIV—XV веках: (Состав ввоза и вывоза)». Приняла активное участи в издании работ Сигизмунда фон Герберштейна, Генриха фон Штадена, Мартина Груневега. Многое сделала для издания Полоцких грамот.
В 1974 году в Институте истории СССР АН СССР защитила диссертацию на соискание учёной степени доктора исторических наук по теме «Очерки социально-экономической истории Северной Белоруссии в XV веке».
С 1991 года — старший научный сотрудник Института российской истории РАН, который покинула в 2001 году из-за конфликта с его директором А. Н. Сахаровым. В 2001—2016 годах — старший научный сотрудник в Отделе восточного славянства Института славяноведения РАН. Считала своим долгом опубликовать труды коллеги и друга А. А. Зимина.
Член-корреспондент Немецкой исторической комиссии по истории Балтики, член Учёных советов ГИМ и РГАДА, член редколлегии Словаря русского языка XI—XVII веков.
Муж — художник Дмитрий Павлович Федорин (1936—2012).
Похоронена на Новодевичьем кладбище (участок 2) рядом с родителями.

## Научная деятельность
Область научных интересов: вопросы социально-экономической и политической истории, культуры и общественной мысли народов России, Украины и Белоруссии эпохи средневековья, международные связи восточных славян в Средние века (преимущественно с польским и немецким народами). Разрабатывала историю средневековых городов, проблемы медиевистической историографии, источниковедения, нумизматики и сфрагистики.

## Сочинения
на русском языке
- Торговля Великого Новгорода с Прибалтикой и Западной Европой в XIV—XV веках / А. Л. Хорошкевич; Академия наук СССР. — М.: Издательство АН СССР, 1963. — 368 с.
- Русское государство в системе международных отношений конца XV — начала XVI в. М., 1980.
- Древнерусское наследие и исторические судьбы восточного славянства / В. Т. Пашуто, Б. Н. Флоря, А. Л. Хорошкевич; Художник Б. И. Астафьев; Академия наук СССР. Отделение истории. — М.: Наука, 1982. — 264 с. — (Киевская Русь и исторические судьбы восточных славян: К 1500-летию Киева). — 10 000 экз. (в пер., суперобл.)
- Россия времени Ивана Грозного / А. А. Зимин(†), А. Л. Хорошкевич; Отв. ред. член-корр. АН СССР В. Т. Пашуто; Академия наук СССР. — М.: Наука, 1982. — 185, [8] с. — (Из истории нашей Родины). — 100 000 экз. (обл.)
- Плигузов А. И., Хорошкевич А. Л. Отношение русской церкви к антиордынской борьбе в XIII—XV веках (по материалам Краткого собрания ханских ярлыков русским митрополитам) // Вопросы научного атеизма. Вып. 37. Православие в истории России / Редкол. В. И. Гараджа (отв. ред.) и др.; Акад. обществ. наук ЦК КПСС. Ин-т научного атеизма. — М.: Мысль, 1988. — С. 117—130. — 303 с. — 20 700 экз. — ISBN 5-244-00202-3.
- Символы русской государственности / А. Л. Хорошкевич. — М.: Изд-во МГУ, 1993. — 96 с. — ISBN 5-211-02521-0. (обл.)
- Мартин Груневег о Москве 1585 г. // Россия и Германия. М., 2001. Вып. 2.
- Русь и Крым: от союза к противостоянию. Конец XV — начало XVI вв. / А. Л. Хорошкевич; Отв. ред. канд. ист. наук А. М. Некрасов; Рецензенты: член-корр. РАН С. М. Каштанов, канд. ист. наук С. Ф. Фаизов; Институт российской истории РАН. — М.: Эдиториал УРСС, 2001. — 336 с. — 1000 экз. — ISBN 5-8360-0184-7. (в пер.)
- «Москва, я думал о тебе!» (образ и история Москвы в творчестве А. С. Пушкина) // Литературная учёба. 2002. Кн. 5.
- Московское княжество в XIV в.: некоторые особенности развития // Куликово поле: Исторический ландшафт. Природа. Археология. История. Тула, 2003. Т. 2.
- Открытие берестяных грамот в историографическом контексте начала 50-х годов XX в. // Берестяные грамоты: 50 лет открытия и изучения. Материалы международной конференции… М., 2003.
- Польско-литовско-русские отношения в «Записках о Московии» Сигизмунда Герберштейна // Russland, Polen und Österreich in der Frühen Neuzeit: Festschrift für Walter Leisch zum 75. Geburtstag. Wien; Köln; Weimar, 2003.
- Русское государство в системе международных отношений, середина XVI в. М., 2003.
- Советская историография русского средневековья и русско-польско-литовских средневековых связей в XI пятилетке (1981—1985 гг.) // Kwartalnik historyczny. Warszawa, 2003. № 4.
- Лабиринт политико-этно-географических наименований Восточной Европы середины XVII в. // Z dziejów kultury prawnej: Studia ofarowane Profesorowi Juliuszu Bardachowi… Warszawa, 2004.
- К дипломатическому анализу документов Литовской метрики (на материалах шестой книги записей) // Белоруссия и Украина: история и культура. Ежегодник 2004. М., 2005.
- Дневник путешествия Энгельбрехта Кемпфера по России в 1683 г. // Исторический архив, № 5. 2005.
- И снова об Избранной раде // Государев двор в истории России XV—XVII столетий: Материалы международной научно-практической конференции… Александров; Владимир, 2006.
- «… Ради жизни на земле» // Вестник Рыбинского отделения Русского исторического общества. Рыбинск, 2006. № 4.
- Герб, флаг и гимн: Из истории государственных символов Руси и России / А. Л. Хорошкевич. — М.: Время, 2008. — 192 с. — (Диалог). — 3000 экз. — ISBN 978-5-9691-0267-5. (в пер.)

на других языках
- Der Kredit im Hansehandel mit Pleskau nach den Materialien des Gespraechs- und Wörterbuches von Toennis Fenne // Quellen und Darstellungen zur hansischen Geschichte. Köln [u. a.], 2002.
- Die Palaiologen in Russland am Ende des 15. — Anfang des 16. Jahrhunderts // Nuernberg und das Griechentum: Geschichte und Gegenwart. Frankfurt a/M [u. a.], 2003.
- Das Moskauer Fürstentum unter Ivan Kalita (1325—1341) und Dmitrij Donskoj (1359—1389) // Die «Blüte» der Staaten des Oestlichen Europa im 14. Jahrhundert. Wiesbaden, 2004.

## Публикации
- Полоцкие грамоты XIII — начала XVI вв. М., 1977—1989. Вып. 1-6 (составитель, комментатор).
- Герберштейн С. Записки о Московии. М., 1988 (член редколлегии, автор вступительной статьи, один из комментаторов).
  - Герберштейн С. Записки о Московии. М., 2009 (ответственный редактор, соавтор вступительной статьи, соавтор комментариев)
- Михалон Литвин. О нравах татар, литовцев и московитов. М., 1994 (отв. редактор, автор вступительной статьи, один из комментаторов).
- Ульфельдт Я.[англ.]. Путешествие в Россию. М., 2002 (один из отв. редакторов, автор вступительной статьи, комментатор).
- Левассер де Боплан Г. Описание Украины. М., 2004 (отв. редактор, автор статей, один из комментаторов).
- Литовская метрика. Книга судных дел витебского воеводы М. В. Клочко 30-40-х годов XVI в Книга № 228. М., 2008 (отв. редактор).
- Генрих Штаден. Записки о Московии. М., 2008 (отв. редактор).